# Α-Acetyldigoxin
α-Acetyldigoxin là một glycoside tim. Nó là một dẫn xuất acetyl của digoxin và là đồng phân của β-acetyldigoxin. Nó làm tăng khả năng co bóp của tim nhờ tác dụng tăng co bóp dương tính trên cơ tim. Tác dụng của α-acetyldigoxin bắt đầu 3-4 giờ sau khi dùng và tối đa hóa sau 6-8 giờ. Nó được quy định cho suy tim mạn tính sung huyết cấp II, III và IV.